# Mecanoscrito del segundo origen
Mecanoscrito del segundo origen es una novela de ciencia ficción escrita por Manuel de Pedrolo y publicada en 1974. Fue escrita originalmente en catalán con el título de Mecanoscrit del segon origen.
Pese a que no fue escrita específicamente para ese público, está considerada una obra para el público juvenil, entre el cual tiene una gran acogida. Es uno de los libros más leídos de la literatura catalana, y ha sido traducida a diversos idiomas y reeditada en numerosas ocasiones.
Fue llevada a la televisión en una serie de éxito producida y emitida por TV3 en 1985.
En 2015 se llevó a la gran pantalla con la película Segundo Origen, dirigida por Carles Porta.

## Trama
Alba es una chica de 14 años, y Dídac es un niño de 9, que viven en Benaura, una villa rural catalana. Alba se tiró al agua para rescatar a Dídac después de que unos niños le pegasen y lo tirasen a la piscina por ser mulato. Justo en ese momento se produce un ataque alienígena que extermina a los mamíferos y destroza algunos edificios, pero ellos dos logran sobrevivir al estar, en ese momento, bajo el agua.
Tras el shock inicial, comienzan a adaptarse a la nueva situación. Huyendo del peligro de una epidemia al estar la villa llena de cadáveres, marchan al bosque. Primero se instalan en una cueva junto a una cascada, y después van a una masía abandonada. Hacen acopio de víveres y productos necesarios para sobrevivir. Un día tienen un encuentro con un alienígena, con cuerpo humanoide, y lo matan. Lo entierran y se quedan con un arma muy peligrosa que lanza una especie de rayos. Dídac pasa el sarampión y Alba se fractura una tibia. Después, cuando de los cuerpos de los fallecidos ya sólo quedan los esqueletos, se van a Barcelona, donde comienzan a preparar una gran biblioteca, rescatando ejemplares de libros para preservar el conocimiento.
Después viajan hasta una aldea cerca del río Llobregat y empiezan a cultivar plantas. Encuentran el cuerpo de una mujer muerta pocos días antes. Más adelante inician un viaje en barco por el Mediterráneo. En una playa Italiana, más allá de La Spezia, se encuentran con otros supervivientes, pero Alba los mata al ver que son tres adultos con intención de matar a Dídac para tener relaciones sexuales con ella. Siguen recorriendo la costa, y llegan a Nápoles. Allí visitan el castillo y recogen una estatua. Continúan hacia las islas griegas, y una noche de verano, que duermen en la playa, pierden la virginidad. Dídac ya tiene 12 años y ella 17.
Después del paso de la amistad al amor, hacen el viaje de regreso. Regresan a Cataluña y se asientan en una villa de la costa. Allí, en primavera, Alba da a luz sin problemas, y la vida con Mar (un niño muy moreno) es muy feliz. Sin embargo, un día Dídac tiene un accidente y muere. Alba lo entierra, y explica que fue ella quien escribió el relato, y que desea que Mar crezca para poder tener hijos.
El último capítulo es un texto periodístico escrito 7.138 años después de la masacre alienígena, donde se especula sobre la autenticidad del texto. Se considera a Alba como la nueva Eva, la madre de la humanidad.

## Narración
El narrador omnisciente emplea muchas descripciones, procurando explicar con claridad tanto las situaciones con las que se encuentran los niños como sus pensamientos, deseos e ilusiones. La ambientación espacial y temporal es realista, nombrándose numerosas villas y calles. Los materiales que usan son los propios de la década de 1970. El autor no explicita la situación política existente antes de la masacre.

## Análisis
El poder de sugestión de la obra nace de sus metáforas, que comparan el nuevo mundo con el actual, indicando nuevas posibilidades de existencia. El descubrimiento de muchos aspectos por parte de la pareja (como el papel de la cultura, la religión o la sexualidad) favorecen al éxito de la obra entre el sector juvenil, al sentirse los lectores identificados con los personajes.
La chica se llama Alba porque es el inicio de una nueva humanidad, y Dídac aprende a sobrevivir y madurar (simbolizando el proceso de crecimiento de cualquier ser humano).
El libro explora la relación entre los dos jóvenes y la recreación de un mundo distópico. La narración se estructura en capítulos que comienzan siempre igual, situando la edad de Alba y su virginidad o no (acaba siendo madre de la segunda humanidad, como una nueva Eva).